# Bellevaux-Ligneuville
Bellevaux-Ligneuville (wa. Belvå-Lignouveye, hist. Schönenthal-Engelsdorf) – dzielnica (section) miasta Malmedy w Belgii, w Regionie Walońskim, w prowincji Liège, w okręgu Verviers. 1 stycznia 2020 roku liczyła 1845 mieszkańców. Do 31 grudnia 1976 r. samodzielna gmina.

## Demografia
Liczba mieszkańców, stan na 1 stycznia:
| Rok                | 1930 | 1947 | 1961 | 2020 |
| ------------------ | ---- | ---- | ---- | ---- |
| Liczba mieszkańców | 1062 | 1048 | 1007 | 1845 |